# Persone di cognome Newton
| Questa pagina contiene informazioni ricavate automaticamente dalle voci biografiche con l'ausilio del template Bio e di un bot. L'aggiornamento è periodico e automatico e ricostruisce completamente la pagina. Se manca una persona in questa lista, sei pregato di non aggiungerla, ma accertati piuttosto che la sua voce biografica contenga il template Bio e che i dati anagrafici siano correttamente compilati. Se il template Bio manca, inseriscilo tu stesso o, in alternativa, metti l'avviso {{tmp\|Bio}} che ne segnala la mancanza. Se i dati riportati sono sbagliati, correggi direttamente la voce biografica; le modifiche saranno visibili in questa lista entro pochi giorni. Per chiarimenti vedi il progetto biografie. La lista contiene solo le 44 persone che sono citate nell'enciclopedia e per le quali è stato implementato correttamente il template Bio. Pagina aggiornata al 3 nov 2022. |

Questa è una lista di persone presenti nell'enciclopedia che hanno il cognome Newton, suddivise per attività principale.

## Allenatori di calcio(1)
- Eddie Newton, allenatore di calcio e ex calciatore inglese (Londra, n.1971)

## Allenatori di pallacanestro(1)
- C.M. Newton, allenatore di pallacanestro, cestista e giocatore di baseball statunitense (Rockwood, n.1930 - Tuscaloosa, † 2018)

## Archeologi(1)
- Charles Thomas Newton, archeologo britannico (Bredwardine, n.1816 - Margate, † 1894)

## Artisti marziali misti(1)
- Carlos Newton, artista marziale misto canadese (Anguilla, n.1976)

## Attivisti(1)
- Huey Newton, attivista statunitense (Monroe, n.1942 - Oakland, † 1989)

## Attori(9)
- Brooke Newton, attrice statunitense (Ocala, n.1986)
- John Newton, attore statunitense (Chapel Hill, n.1965)
- Kathryn Newton, attrice statunitense (Orlando, n.1997)
- Lionel Newton, attore sudafricano (Sudafrica, n.1965)
- Luke Newton, attore britannico (Worthing, n.1993)
- Margit Evelyn Newton, attrice italiana (Bolzano, n.1962)
- Becki Newton, attrice statunitense (New Haven, n.1978)
- Robert Newton, attore inglese (Shaftesbury, n.1905 - Beverly Hills, † 1956)
- Thandiwe Newton, attrice britannica (Londra, n.1972)

## Bassisti(1)
- Paul Newton, bassista, cantante e polistrumentista britannico (Doncaster, n.1945)

## Calciatori(3)
- Graham Newton, calciatore inglese (Bilston, n.1942 - † 2019)
- Henry Newton, ex calciatore inglese (Nottingham, n.1944)
- Keith Newton, calciatore inglese (Manchester, n.1941 - Blackburn, † 1998)

## Cantanti(2)
- Juice Newton, cantante statunitense (Lakehurst, n.1952)
- Wayne Newton, cantante e attore statunitense (Norfolk, n.1942)

## Cestisti(3)
- Bill Newton, ex cestista statunitense (Rockville, n.1950)
- Chelsea Newton, ex cestista e allenatrice di pallacanestro statunitense (Monroe, n.1983)
- Greg Newton, ex cestista canadese (Niagara Falls, n.1974)

## Fotografi(1)
- Helmut Newton, fotografo tedesco (Berlino, n.1920 - West Hollywood, † 2004)

## Funzionari(1)
- Edward Newton, funzionario e ornitologo britannico (n.1832 - † 1897)

## Giocatori di football americano(4)
- Bob Newton, ex giocatore di football americano statunitense (Pomona, n.1949)
- Cam Newton, giocatore di football americano statunitense (Atlanta, n.1989)
- Derek Newton, giocatore di football americano statunitense (Utica, n.1987)
- Nate Newton, ex giocatore di football americano statunitense (Orlando, n.1961)

## Golfisti(1)
- Francis Newton, golfista statunitense (Washington, n.1874 - Greenwich, † 1946)

## Lottatori(1)
- Chester Newton, lottatore statunitense (Canby, n.1903 - Oregon City, † 1966)

## Maratoneti(1)
- Arthur Newton, maratoneta, mezzofondista e siepista statunitense (Upton, n.1883 - Worcester, † 1950)

## Marinai(1)
- John Newton, marinaio, presbitero e attivista inglese (Wapping, n.1725 - Londra, † 1807)

## Matematici(1)
- Isaac Newton, matematico e fisico inglese (Woolsthorpe-by-Colsterworth, n.1642 - Londra, † 1727)

## Pistard(2)
- Alan Newton, ex pistard britannico (Stockport, n.1931)
- Chris Newton, ex pistard e ciclista su strada britannico (Middlesbrough, n.1973)

## Presbiteri(1)
- Keith Newton, presbitero e vescovo anglicano britannico (Liverpool, n.1952)

## Pugili(1)
- Clarence Newton, pugile canadese (Toronto, n.1899 - † 1979)

## Registi(1)
- Teddy Newton, regista, sceneggiatore e designer statunitense (Los Angeles, n.1964)

## Scrittori(1)
- Thomas Newton, scrittore e biblista inglese (Lichfield, n.1704 - Londra, † 1782)

## Tennisti(1)
- Chris Newton, ex tennista neozelandese (n.1956)

## Trombettisti(1)
- Frank Newton, trombettista statunitense (Emory, n.1906 - New York, † 1954)

## Velocisti(1)
- Lee-Roy Newton, ex velocista sudafricano (n.1978)

## Zoologi(1)
- Alfred Newton, zoologo e ornitologo britannico (Ginevra, n.1829 - Cambridge, † 1907)

| Controllo di autorità | LCCN (EN) sh85091641 |